# El detectiu Conan: El perseguidor negre
El detectiu Conan: El perseguidor negre (名探偵コナン　漆黒の追跡者, Meitantei Konan: Shikkoku no Cheisā) és una pel·lícula d'anime japonesa estrenada el 18 d'abril del 2009. És el tretzè film basat en la sèrie manga Detectiu Conan de Gosho Aoyama. Fou nominat als Premis de l'Acadèmia Japonesa del 2010 com a millor film d'animació. Es va estrenar doblada al català el 9 de novembre del 2019.

## Argument
Un nombrós grup de policies es reuneix a Tòquio per tractar d'esbrinar qui hi ha darrere d'una onada de crims. En Conan també és cridat a la reunió i descobreix que un membre de l'organització dels Homes de Negre vol robar un disc de memòria amb informació sobre el cas.

## Doblatge
| Shinichi Kudo            | Kappei Yamaguchi   | Òscar Muñoz        |
| Conan Edogawa            | Minami Takayama    | Joël Mulachs       |
| Ran Mouri                | Wakana Yamazaki    | Núria Trifol       |
| Kogoro Mouri             | Akira Kamiya       | Jordi Royo         |
| Genta Kojima             | Wataru Takagi      | Miquel Bonet       |
| Mitsuhiko Tsuburaya      | Ikue Ōtani         | Elisabet Bargalló  |
| Ayumi Yoshida            | Yukiko Iwai        | Berta Cortés       |
| Ai Haibara               | Megumi Hayashibara | Roser Aldabó       |
| Dr. Hiroshi Agasa        | Kenichi Ogata      | Fèlix Benito       |
| Sonoko Suzuki            | Naoko Matsui       | Eva Lluch          |
| Heiji Hattori            | Ryo Horikawa       | Hernan Fernández   |
| Kazuha Toyama            | Yuko Miyamura      | Mònica Padrós      |
| Inspector Megure         | Chafūrin           | Ramon Canals       |
| Wataru Takagi            | Wataru Takagi      | Marc Gómez         |
| Miwako Sato              | Atsuko Yuya        | Meritxell Sota     |
| Ninzaburo Shiratori      | Kazuhiko Inoue     | Josep Maria Mas    |
| Kazunobu Chiba           | Isshin Chiba       | Aleix Estadella    |
| Kiyonaga Matsumoto       | Seizo Kato         | Ángel del Río      |
| Kansuke Yamato           | Yuuji Takada       | Oriol Rafel        |
| Yui Uehara               | Ami Koshimizu      | Carme Calvell      |
| Sango Yokomizo           | Akio Otsuka        | Marcel Navarro     |
| Jugo Yokomizo            | Akio Otsuka        | Pep Ribas          |
| Misao Yamamura           | Toshio Furukawa    | Jaume Aguiló       |
| Fuminaro Ayanokoji       | Ryotaro Okiayu     | Albert Vilar       |
| Ayami Ogino              | Hiromi Tsuru       | Maribel Pomar      |
| Gin                      | Yukitoshi Hori     | Luis Grau          |
| Vodka                    | Fumihiko Tachiki   | Joan Massotkleiner |
| Vermouth                 | Mami Koyama        | Lourdes Fabrés     |
| Chianti                  | Kikuko Inoue       | Marta Moreno       |
| Korn                     | Hiroyuki Kinoshita | Santi Lorenz       |
| Irish                    | Yuji Mikimoto      | Alfonso Vallés     |
| Shun Sawamura            | Nobutoshi Canna    | Santi Lorenz       |
| Kazuki Honjo             | Masashi Sugawara   | Pep Papell         |
| Kosuke Mizutani          | Daigo              | Masumi Mutsuda     |
| Font: Anime News Network |                    |                    |